# Čađavički Lug
Čađavički Lug es una localidad de Croacia en el municipio de Čađavica, condado de Virovitica-Podravina.

## Geografía
Se encuentra a una altitud de 95 m s. n. m. a 177 km de la capital nacional, Zagreb.

## Demografía
En el censo 2011 el total de población de la localidad fue de 277 habitantes.
| Gráfica de población de Čađavički Lug 1857-2011                     |
|                                                                     |
| Según los censos de población de la oficina estadística de Croacia. |